# Primal Fear
Primal Fear ist eine deutsche Power-Metal-Band. Sie gehört seit ihrem Debüt Primal Fear im Jahr 1998 zu den erfolgreichsten Power-Metal-Bands.

## Geschichte

### Primal Fear und Jaws of Death (1997 bis 2000)

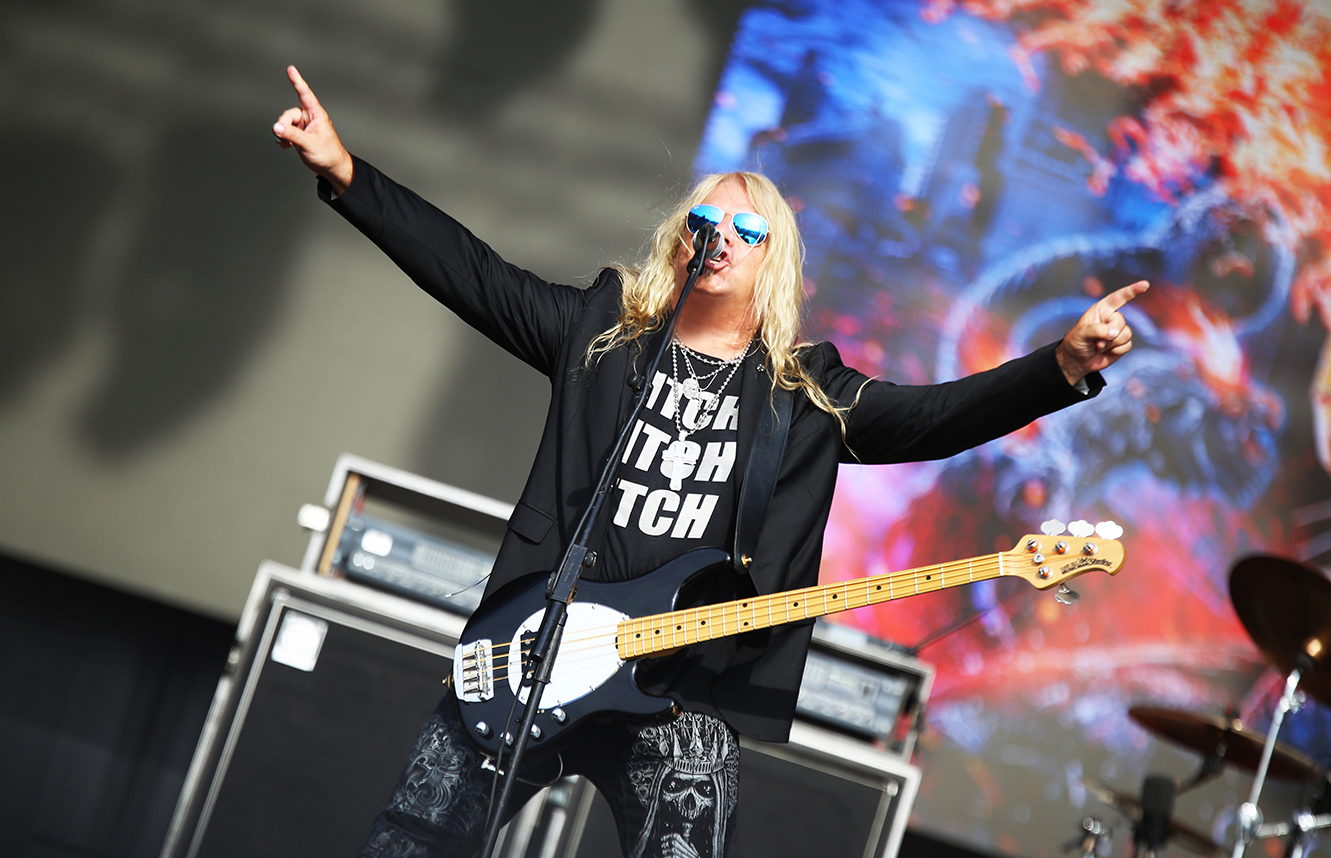
Mat Sinner (2019)

Primal Fear wurde im Oktober 1997 von Sänger Ralf Scheepers (Ex-Gamma-Ray) und von Sänger und Bassist Mat Sinner (Sinner) gegründet. Nach einem gemeinsamen Auftritt mit der Judas-Priest-Coverband Just Priest, bei dem Mat Sinner und Tom Naumann aushalfen, entstand die Idee, Primal Fear zu gründen. Bereits mit dem ersten Demo erhielt die Band einen Plattenvertrag bei JVC/Victor Japan. Das am 2. Februar 1998 erschienene selbstbetitelte Debütalbum stieg auf Platz 48 der deutschen Albumcharts ein. Im selben Jahr ging Primal Fear gemeinsam mit Running Wild und Hammerfall auf Tour.
Am 28. Juni 1999 erschien das zweite Album Jaws of Death, welches in den Charts bis auf Platz 49 stieg. Kurz nach der Veröffentlichung verließ Tom Naumann die Band aus gesundheitlichen Gründen und wurde auf der anschließenden Tour durch Europa, Brasilien und Japan von Gitarrist Alex Beyrodt ersetzt. Im Januar 2000 übernahm Henny Wolter (Ex-Thunderhead) die zweite Gitarre der Band.

### Nuclear Fire und Black Sun (2000 bis 2002)

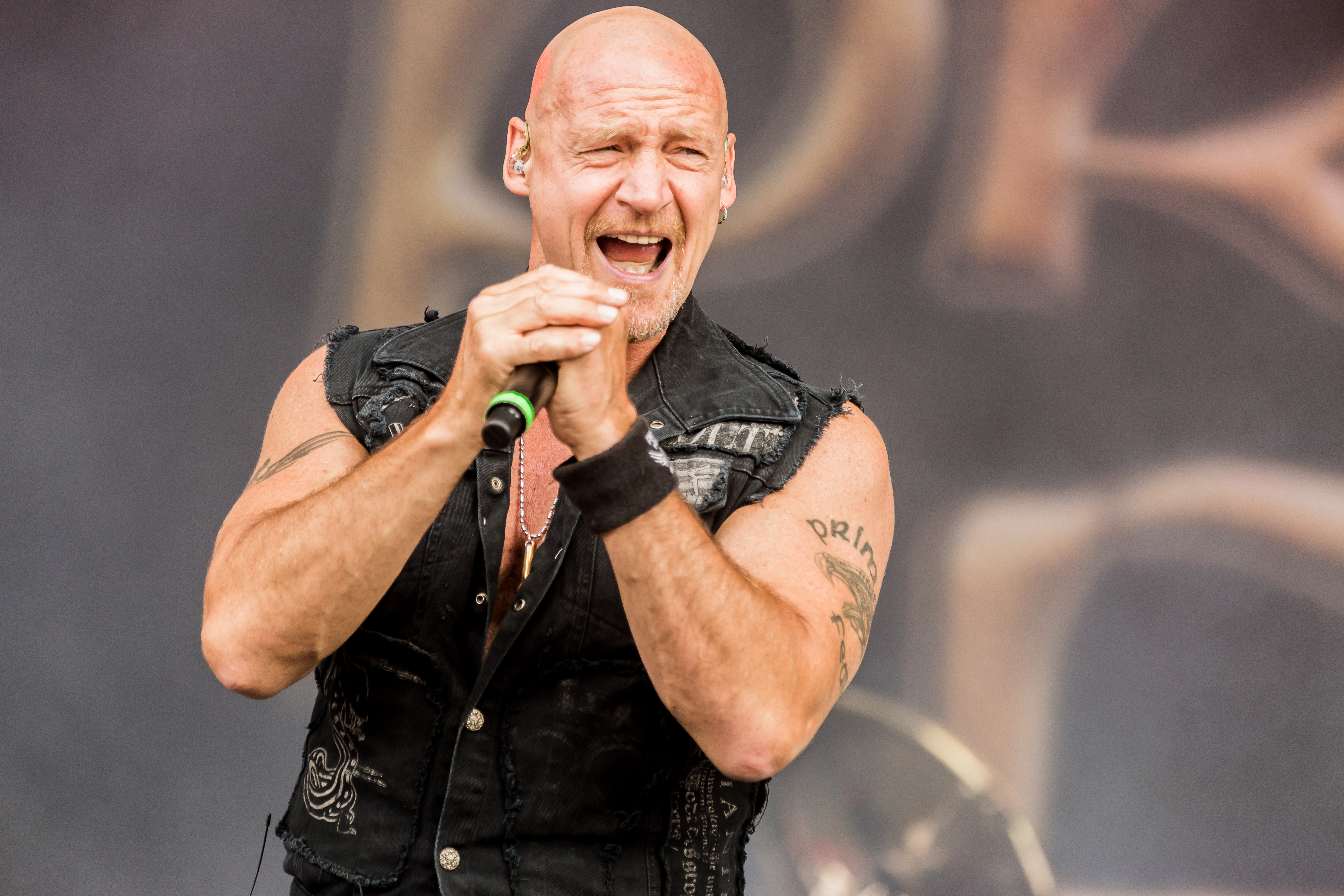
Ralf Scheepers (2018)

Anfang 2001 erschien das dritte Album Nuclear Fire, welches sich ebenso gut verkaufte wie die Vorgängeralben und in der Metalpresse positiv aufgenommen wurde. Das Lied Angel in Black wurde als Single ausgekoppelt und mit einem Video versehen. Das Album stieg in die Albencharts ein, in Deutschland erreichte es Platz 38, in Italien Platz 71, in der Schweiz Platz 78 und in Japan Platz 27. Bei der anschließenden Welttournee tourte die Band erstmals auch in den USA und war Gast beim Metal Meltdown und beim Milwaukee Metalfest. Im Herbst legte die Band mit der Picture Disc Out in the Fields nach, einer Coverversion eines bekannten Songs von Phil Lynott und Gary Moore.
Das Album Black Sun erschien im April 2002, mit dem die Band phasenweise ihre bereits vorher sehr schnelle Spielweise nochmals steigerte. Außerdem war Black Sun ein Konzeptalbum, es stieg in Deutschland auf Platz 55 der Albumcharts. Im japanischen Burrn-Magazin erreichte es Platz 12 in der Jahresbewertung. Die Story nutzte den „Steel Eagle“, einen stählernen Adler, der bereits seit dem ersten Album die Cover der Band zierte, und schickte ihn auf die Suche nach der „Schwarzen Sonne“. Als Gastmusiker lieferte Halford-Gitarrist Metal Mike Chlasciak ein Gitarrensolo zu FEAR und zu Armageddon entstand ein Videoclip, der sogar bei den metalfernen Musiksendern VIVA und MTV gespielt wurde. Als Höhepunkt der Black-Sun-Tour gilt ein Auftritt im Scala in London.

### Devil’s Ground und Seven Seals (2002 bis 2006)

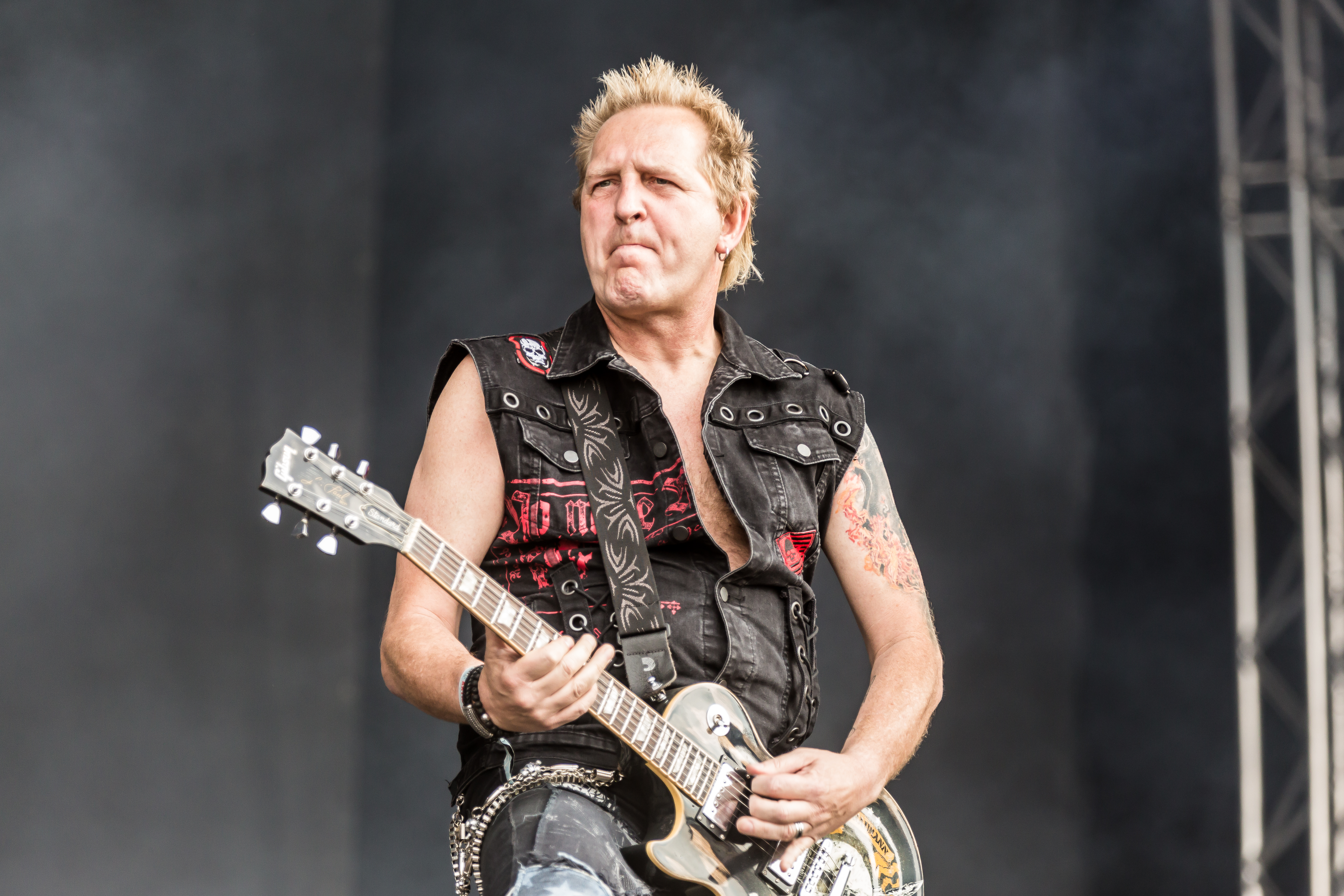
Tom Naumann (2018)

Die Band tourte erneut durch Brasilien. Im April/Mai 2003 war Primal Fear dann Teil der Metal Gods Tour gemeinsam mit Rob Halford, Testament und einigen weiteren Bands und tourte durch die USA und Kanada. Erstmals mit dabei war der kanadische Schlagzeuger Randy Black (Ex-Annihilator), der bei der Tour als Ersatz für Klaus Sperling spielte. Nach weiteren Auftritten bei den größten Festivals Europas, darunter das Blind-Guardian-Festival in Coburg, das Rock Otocec in Slowenien, das Wacken Open Air 2003 und das Summer-Breeze-Festival, wurde Randy Black fester Schlagzeuger der Band. Zeitgleich erschien die DVD The History of Fear am 30. September 2003.
Im Februar 2004 erschien Devil’s Ground. Beim Titelsong des Albums handelt es sich eher um ein kleines Hörspiel, das die Geschichte zur Abbildung auf dem Cover erzählt. Außerdem ist mit Die Young auf der limitierten Edition eine Coverversion von Black Sabbath enthalten. Für Metal is Forever wurde ein Video in Stockholm gedreht und das Album stieg in Deutschland auf Platz 67 sowie in vier weiteren Ländern in die Charts ein. Im April 2004 startete eine weitere Welttournee, auf der Primal Fear durch Europa, die USA und Südamerika tourte. Aufgrund des Erfolges des Albums wurde für die Ballade The Healer ein weiteres Video gedreht.
In den beiden darauf folgenden Monaten wurde in Vancouver und Stuttgart das neue Album aufgenommen, welches den Titel Seven Seals (Sieben Siegel) trägt und im Herbst 2005 erschien. Das Album chartete in Deutschland (Platz 65) und Schweden. Für die Songs Seven Seals und Evil Spell wurden wiederum Musikvideos gedreht. Danach ging man mit Helloween für drei Monate auf Europa- und Japan-Tour. Primal Fear unterschrieb im Juni 2006 einen langfristigen neuen Vertrag bei Frontiers Records. Nuclear Blast veröffentlichte noch die Best-of-CD Metal is Forever, die am 29. September 2006 erschien.

### New Religion (2007 bis 2008)

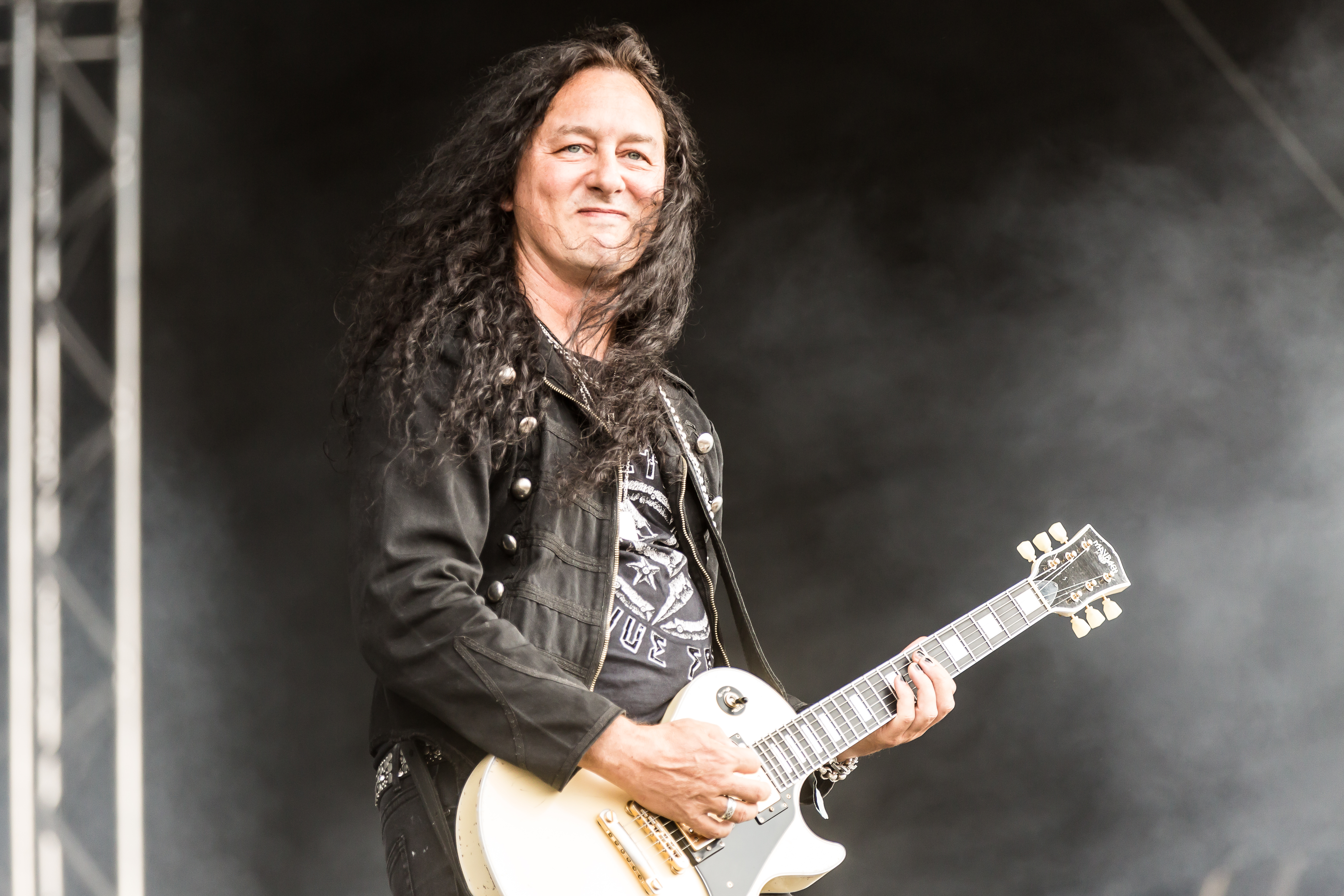
Alex Beyrodt (2018)

Anfang Februar 2007 und während der Aufnahmen zur neuen Produktion New Religion entschloss sich die Band nach langen Diskussionen über die Zukunft, dass ab sofort wieder Henny Wolter für Primal Fear Gitarre spielen sollte. Er ersetzte Tom Naumann. New Religion wurde wieder unter der Leitung der Produzenten Mat Sinner und Charlie Bauerfeind fertiggestellt und in den Galaxy Studios in Belgien von Ronald Prent gemischt. Videos wurden zu den Liedern Fighting the Darkness und Sign of Fear gedreht. Die erste Single aus dem Album New Religion hieß Everytime it Rains und ist ein Duett von Scheepers mit Epica-Sängerin Simone Simons. New Religion wurde am 21. September 2007 weltweit veröffentlicht und erreichte in Deutschland Platz 60 und in Japan Platz 37. Primal Fear startete ihre neue Tournee durch die USA als Co-Headliner des ausverkauften ProgPower-VIII-Festivals.
Danach ging es mit U.D.O. auf Double-Headlinertour durch 15 europäische Länder und anschließend auf Japan-Tour. New Religion wurde im Januar 2008 von Locomotive/Ryko in den USA veröffentlicht. Anfang März 2008 gab Gitarrist Stefan Leibing seinen vorläufigen Ausstieg aus der Band bekannt. Als Ersatz wurde der Schwede Magnus Karlsson vorgestellt, der vor allem als Gitarrist, Songwriter und Produzent von Bob Catley und den drei Allen/Lande-Alben bekannt wurde. Mit Karlsson ging die Band auf ihre „Ten-Years-of-Metal“-Tournee und feierte das 10-jährige Bandjubiläum auf der Bühne. Nach 13 Open-Air-Festivals im Sommer 2008 spielte Primal Fear im September 2008 zum ersten Mal zwei Konzerte in Russland.

### 16.6 (2008 bis 2011)
Kurz darauf startete Primal Fear mit dem Unternehmen 16.6 und der Vorproduktion in Karlssons Stuntguitar Music Studio in Schweden. Mit 14 neuen Kompositionen arbeitete die Band Ende November 2008 die Aufnahmen im House-of-Music-Studio mit Produzent Mat Sinner und Tontechniker Dennis Ward weiter aus. Gemischt wurde das Album von Achim Koehler. Die Arbeiten wurden Mitte Januar 2009 abgeschlossen. Gemastert wurde von Ted Jensen im Sterling Sound in New York. 16.6 (Before the Devil Knows You’re Dead) wurde am 22. Mai 2009 in Europa veröffentlicht. Das Album erreichte in Deutschland Platz 46, in Japan 28 und in Schweden 52. Danach ging die Band auf Tournee durch Südamerika (Mexiko, Kolumbien, Argentinien und Brasilien) und die erste Headlinertour durch die USA und Kanada.
Die darauffolgende Europatour durch zwölf Länder war die erfolgreichste Primal-Fear-Headlinertour bislang. Das Jahr 2010 begann mit der längsten Primal-Fear-Headlinertour durch Nordamerika. Parallel veröffentlichte die Band ihre erste offizielle Live-CD Live in the USA, die auf dem ProgPower-Festival 2009 aufgenommen worden war, und die zweite Band-DVD All Over the Word. Nach den üblichen Festivalaktivitäten ging die Band im Herbst 2010 erneut auf Europa-Tournee. Das Jahr 2011 startete mit einer Tournee durch Südamerika und die Band fokussierte sich danach auf das Songwriting für den 16.6-Nachfolger.

### Unbreakable, Delivering the Black & Rulebreaker (2012 bis 2016)
Unterbrochen von Festival-Shows, zum Beispiel in Wacken, der Biker Week und einer Tour durch Polen, arbeitete die Band im Studio an ihren neunten Studioalbum Unbreakable. Produziert von Mat Sinner und gemischt von Achim Koehler, wurde das neue Primal-Fear-Werk z. B. in den House-of-Music-Studios eingespielt. Am 5. Dezember 2011 erschien die erste Single des neuen Albums Bad Guys Wear Black für das in Nürnberg auch ein Videoclip gedreht wurde. Das Album Unbreakable erschien am 27. Januar 2012 und ist die weltweit erfolgreichste Veröffentlichung von Primal Fear mit Chart-Einstiegen in Deutschland (#31), Schweden (#48), Finnland (#50), Japan (#27), Österreich (#74), Schweiz (#51), Niederlande (Top 200) und zum ersten Mal in den US Billboard Heatseeker Charts (#44). Der erste Teil der „Metal-Nation“-Europa-Tour führte die Band durch verschiedene Länder und wurde nach den Sommerfestivals fortgesetzt.
Im Dezember 2013 erschien die Single & Video When Death Comes Knocking als erster neuer Song des neuen Albums. Am 24. Januar 2014 veröffentlichte Frontiers Records das Album Delivering the Black. Es wurde von Mat Sinner produziert und von Jacob Hansen (u. a. Volbeat) in dessen Hansen-Studios in Dänemark gemischt. Aufgenommen wurde die CD von Achim Köhler (u. a. Edguy) in den House Of Music Studios in Stuttgart. Die CD enthält zwölf neue Songs, enthalten ist auch ein Gastbeitrag mit Liv Kristine Espenaes Krull (Leaves’ Eyes). im Duett mit Scheepers. Das Album erreichte Deutschland Position 13 und erreichte Einstiege in den Album-Charts der Schweiz (#36), Österreichs (#64), Finnlands (#44), Schwedens (#71) und Japans (#46).
Die Band ging sofort nach Veröffentlichung auf vierwöchige Europa-Tournee unter dem Motto „Eagles & Lions“. Ein zweites Video zu King for a Day wurde veröffentlicht. 2014 wurden weitere Tourneen in den USA und Kanada (April/Mai) nebst Japan (Juni) absolviert und zahlreiche Sommer-Festivals bestritten. Gründungsmitglied Tom Naumann sprang bei Live-Konzerten für Magnus Karlsson ein, da dieser mehr Zeit für seine Familie brauche. Im August 2014 gab die Band zudem bekannt, dass Randy Black die Band aufgrund von Differenzen mit Sänger Ralf Scheepers verlassen werde. Der brasilianische Schlagzeuger Aquiles Priester (Ex-Angra) sollte neues Bandmitglied werden und seinen Einstand im Dezember 2014 geben, jedoch wurde er durch den Ex-UDO-Drummer Francesco Jovino abgelöst.

### Rulebreaker & Apocalypse

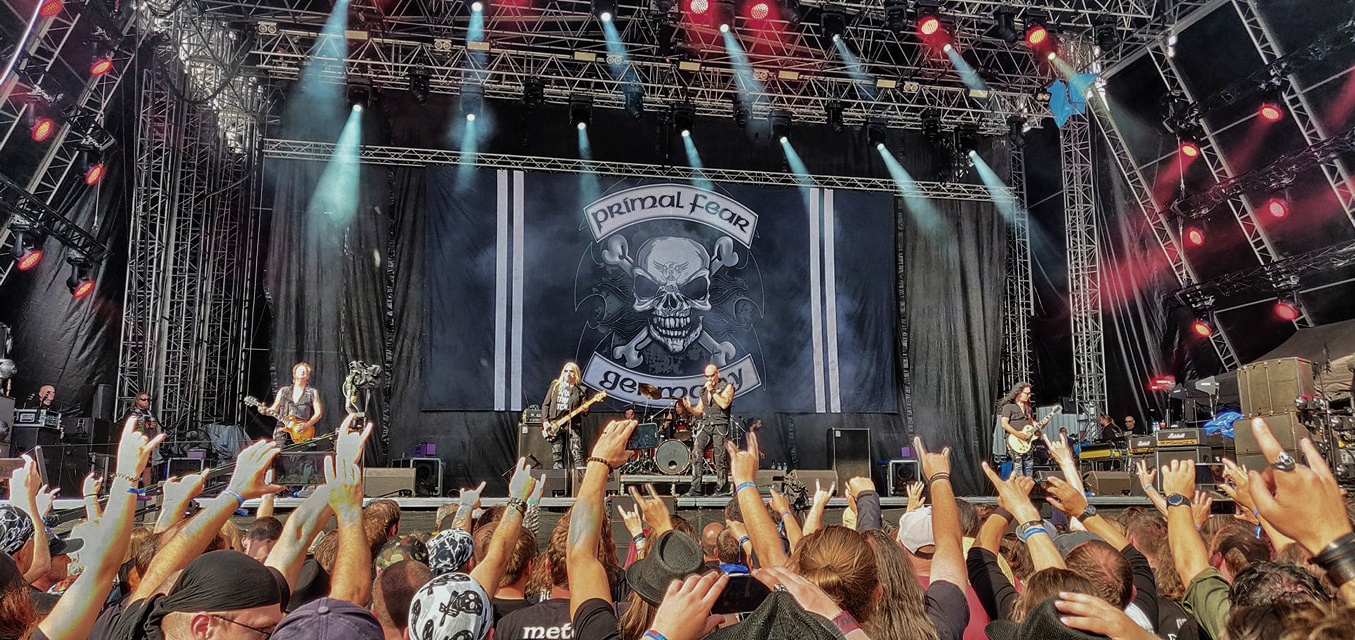
Primal Fear beim Masters of Rock 2019

Im Januar 2016 veröffentlichten Primal Fear ihr neues Studioalbum Rulebreaker, dass von Mat Sinner produziert und von Jacob Hansen gemischt wurde. Das Album chartete in Deutschland in den Top 20 und in sechs weiteren europäischen Ländern z. B. in der Tschechischen Republik, wo sich das Album drei Wochen in den Top 50 hielt. Dazu eine hohe Chartplatzierung in Japan und zum ersten Mal in der Bandgeschichte in den US-Albumcharts. Mit Rulebreaker wurde in 16 europäischen Länder als Headliner und auf Festivals getourt, 28 Shows in USA & Kanada, zehn Länder in Süd- und Mittelamerika, Japan und Australien. Das Dokument zur Tournee erschien im Juni 2017 unter dem Titel Angels of Mercy - Live on Germany als CD, DVD und BluRay und chartete in Deutschland auf Pos. 68.
Nach einer intensiven Festivalsaison 2018 wurde am 10. August 2018 das zwölfte Studioalbum Apocalypse veröffentlicht. In Deutschland erreichte das Album die 10 und stieg in die Charts von zwölf Ländern ein, darunter Bestergebnisse in der Schweiz, Japan, Kanada und den USA. Nach der Festivalsaison 2019 werden Primal Fear ihr neues Album produzieren, dass für eine Veröffentlichung im Juni 2020 geplant ist und ihrer Rückkehr zu Nuclear Blast Records.

### Metal Commando
Am 24. Juli 2020 veröffentlichten Primal Fear ihr neues Studioalbum Metal Commando, das von Mat Sinner produziert und von Jacob Hansen gemischt wurde und featured den neuen Drummer Michael Ehré Ex-Gamma Ray. Das Album chartete in Deutschland auf #7, in der Schweiz #6, Österreich #28, Belgien #26, Italien #31, Spanien #57, Frankreich #75, Tschechische Rep. #66, USA #73, Japan #7, Schweden #9, Finnland #9, dazu in weiteren Ländern. Videoclips wurden für die Singles "Along Came the Devil", "I Am Alive", "Hear Me Calling" und "The Lost & The Forgotten" veröffentlicht. Tourneen wurden verlegt und sind für 2021 geplant. Eine Kooperation mit der finnischen Ex-Nightwish Sängerin Tarja Turunen "I Will Be Gone" wurde mit Videoclip während der Corona Phase veröffentlicht und erreichte als bislang einzige Primal Fear Singleveröffentlichung diverse Chartnotierungen.

### Code Red
Am 1. September 2023 veröffentlichten Primal Fear ihr neues Studioalbum Code Red via Atomic Fire Records, das von Mat Sinner produziert und von Jacob Hansen gemischt wurde. Das Album chartete auf den bislang höchsten Positionen in Deutschland #6, Schweiz #6, Österreich #36, Belgien, Italien, Spanien, Frankreich, Tschechische Rep., USA, Japan, Schweden, Finnland, Kanada, Schottland und UK. Videoclips wurden für die Singles Another Hero, Deep in the Night und Cancel Culture veröffentlicht. Die Headlinertournee zur Albumveröffentlichung war erfolgreich, danach folgte eine  Tournee durch Lateinamerika und 8 Länder, gefolgt im Januar 2024 von einer weiteren Tournee in Japan und in Europa zusammen mit UDO.

### Domination (2024 bis 2025)
Im August 2024 gab es Veränderungen im Lineup der Band. Drei Bandmitglieder gaben am 23. August ihren Ausstieg aus der Band bekannt: die beiden Gitarristen Alex Beyrodt und Tom Naumann sowie der Schlagzeuger Michael Ehré. Nach Darstellung der Band selbst hatte sich diese von Alex Beyrodt getrennt, Tom Naumann und Michael Ehré hätten daraufhin die Band verlassen. Gleichzeitig gaben die verbleibenden Musiker Ralf Scheepers (Gesang), Mat Sinner (Bass) und Magnus Karlsson (Gitarre) die beiden neuen Mitglieder bekannt: die italienische Gitarristin Thalia Bellazecca (Angus McSix) und den Schlagzeuger André Hilgers, der bereits auf der letzten Primal-Fear-Europatournee Schlagzeug gespielt hatte. In der neuen Besetzung ist die Band im September dabei, ihr Studioalbum Domination einzuspielen.

## Stil
Primal Fear behielt ihren Power-Metal-Stil weitestgehend bei und wurde über die Jahre hinweg stets mit Judas Priest verglichen.

## Diskografie
Studioalben

| Jahr | Titel Musiklabel                                            | Höchstplatzierung, Gesamtwochen, AuszeichnungChartplatzierungen (Jahr, Titel, Musiklabel, Platzierungen, Wochen, Auszeichnungen, Anmerkungen) | Höchstplatzierung, Gesamtwochen, AuszeichnungChartplatzierungen (Jahr, Titel, Musiklabel, Platzierungen, Wochen, Auszeichnungen, Anmerkungen) | Höchstplatzierung, Gesamtwochen, AuszeichnungChartplatzierungen (Jahr, Titel, Musiklabel, Platzierungen, Wochen, Auszeichnungen, Anmerkungen) | Anmerkungen                              |
| Jahr | Titel Musiklabel                                            | DE | AT | CH | Anmerkungen                              |
| ---- | ----------------------------------------------------------- | --- | --- | --- | ---------------------------------------- |
| 1998 | Primal Fear Nuclear Blast                                   | DE48 (4 Wo.)DE | — | — | Erstveröffentlichung: 2. Februar 1998    |
| 1999 | Jaws of Death Nuclear Blast                                 | DE49 (2 Wo.)DE | — | — | Erstveröffentlichung: 10. Juni 1999      |
| 2001 | Nuclear Fire Nuclear Blast                                  | DE37 (1 Wo.)DE | — | — | Erstveröffentlichung: 29. Januar 2001    |
| 2002 | Black Sun Nuclear Blast                                     | DE55 (1 Wo.)DE | — | — | Erstveröffentlichung: 24. April 2002     |
| 2004 | Devil’s Ground Nuclear Blast                                | DE67 (1 Wo.)DE | — | — | Erstveröffentlichung: 23. Februar 2004   |
| 2005 | Seven Seals Nuclear Blast                                   | DE65 (1 Wo.)DE | — | — | Erstveröffentlichung: 15. Oktober 2005   |
| 2007 | New Religion Frontiers Records                              | DE60 (1 Wo.)DE | — | — | Erstveröffentlichung: 21. September 2007 |
| 2009 | 16.6 (Before the Devil Knows You’re Dead) Frontiers Records | DE46 (1 Wo.)DE | — | — | Erstveröffentlichung: 22. Mai 2009       |
| 2012 | Unbreakable Frontiers Records                               | DE31 (1 Wo.)DE | AT74 (1 Wo.)AT | CH51 (1 Wo.)CH | Erstveröffentlichung: 20. Januar 2012    |
| 2014 | Delivering the Black Frontiers Records                      | DE13 (2 Wo.)DE | AT64 (1 Wo.)AT | CH36 (1 Wo.)CH | Erstveröffentlichung: 24. Januar 2014    |
| 2016 | Rulebreaker Frontiers Records                               | DE19 (2 Wo.)DE | AT60 (1 Wo.)AT | CH35 (1 Wo.)CH | Erstveröffentlichung: 22. Januar 2016    |
| 2018 | Apocalypse Frontiers Records                                | DE10 (3 Wo.)DE | AT43 (1 Wo.)AT | CH12 (3 Wo.)CH | Erstveröffentlichung: 10. August 2018    |
| 2020 | Metal Commando Nuclear Blast                                | DE7 (3 Wo.)DE | AT28 (1 Wo.)AT | CH6 (4 Wo.)CH | Erstveröffentlichung: 24. Juli 2020      |
| 2023 | Code Red Atomic Fire                                        | DE6 (1 Wo.)DE | AT36 (1 Wo.)AT | CH6 (1 Wo.)CH | Erstveröffentlichung: 1. September 2023  |